# Souto (Terras de Bouro)
Souto ist eine Gemeinde im Norden Portugals.
Souto gehört zum Kreis Terras de Bouro im Distrikt Braga, besitzt eine Fläche von 4,0 km² und hat 461 Einwohner (Stand 19. April 2021).